# Abisso Molloy

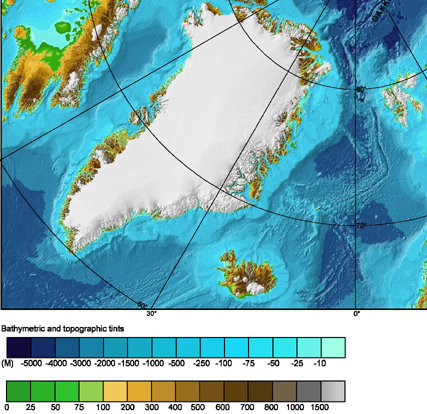
Batimetria del Mare di Groenlandia

L'abisso Molloy è un abisso marino situato alla congiunzione tra il Mar Glaciale Artico e il Mare di Groenlandia. Con i suoi 5.669 m di profondità è il punto più profondo del Mare di Groenlandia e dello Stretto di Fram, nonché punto della superficie terrestre più vicino al nucleo della Terra.

## Localizzazione geografica
L'abisso Molloy si trova nello Stretto di Fram, tra la parte nordoccidentale della Groenlandia e l'isola norvegese di Spitsbergen, la più estesa delle Isole Svalbard, che dista 160 km.
L'abisso è posizionato alle coordinate 79°8'30N e 2°47'E.